# لويد انجلوا
لويد انجلوا هو متزحلق حر كندي، ولد في 11 نوفمبر 1962 في شيربروك في كندا.

## وصلات خارجية
- لويد انجلوا على موقع الاتحاد الدولي للتزلج (التزلج الحر) (الإنجليزية)
- لويد انجلوا على موقع أوليمبيديا (الإنجليزية)
- لويد انجلوا على موقع قاعة كيبيك للمشاهير الرياضية (الفرنسية)